# Solitanea
Solitanea là một chi bướm đêm thuộc họ Geometridae.